# Pleiotropia

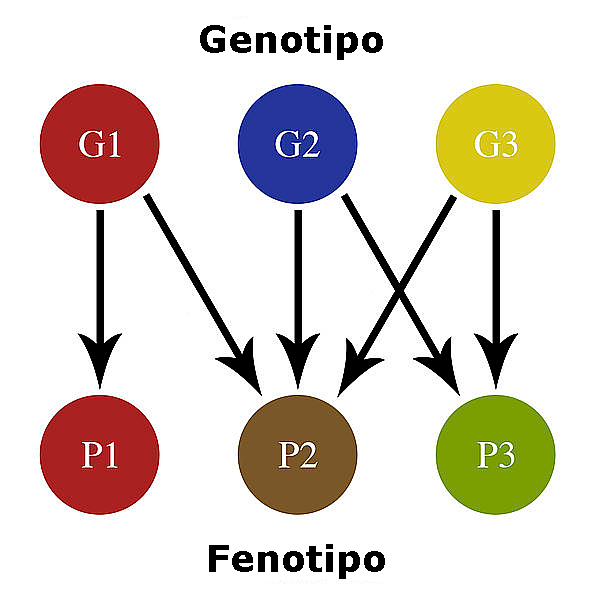
Schema del rapporto genotipo / fenotipo: ad es. il gene G1 influenza sia il carattere P1 sia il P2

La pleiotropia (dal greco pleion, πλείων, "molteplice", e tropé, τροπή, "cambiamento") è un fenomeno genetico per il quale un unico gene determina effetti fenotipici multipli, a prima vista, anche non correlati fra di loro. Tale capacità, in realtà, è soltanto apparente perché l'effetto primario del gene rimane unico, ma determina una serie di conseguenze.

## Suddivisione
La pleiotropia può essere il risultato di meccanismi distinti ma potenzialmente sovrapponibili, e quindi dare luogo a una pleiotropia genica, una pleiotropia di sviluppo e una pleiotropia selettiva.
- La pleiotropia genica è collegata all'interazione di un gene con altre proteine o quando catalizza reazioni multiple.
- La pleiotropia di sviluppo avviene quando le mutazioni hanno effetti multipli sul fenotipo risultante.
- La pleiotropia selettiva si attiva quando il fenotipo risultante ha molteplici effetti sul fitness genetico, collegato a fattori come l'età e il genere.[1]

## Esempi
Alcune varietà di grano possiedono un gene in grado di controllare la produzione di un ormone detto gibberellina, il quale a sua volta controlla diversi aspetti della crescita della pianta, come il ritardo nella fioritura o l'altezza del fusto. A seconda quindi dell'allele che si manifesta in quel gene più aspetti del fenotipo variano contemporaneamente.
Un altro esempio è quello dell'anemia falciforme. L'allele responsabile dell'anemia falciforme provoca sintomi multipli, come l'ingrossamento della milza (splenomegalia), e può portare all'ostruzione delle vene.
La fenilchetonuria (OMIM 261600), causata nella maggior parte dei casi da una mutazione recessiva di un gene sul cromosoma 12 (un autosoma), determina negli individui omozigoti per l'allele mutato l'assenza dell'enzima fenilalanina idrossilasi. Ciò impedisce la conversione dell'aminoacido fenilalanina in tirosina. La mancanza di questo aminoacido causa effetti pleiotropici, quali problemi nella sintesi di proteine, degli ormoni tiroxina e adrenalina, e carenza di melanina (i soggetti affetti da fenilchetonuria hanno pelle chiara e occhi azzurri anche se dotati di geni per occhi bruni).
Un altro esempio è quello degli individui albini. Il colore dei peli, della pelle e degli occhi sono determinati da tre gruppi genici diversi (in particolare, abbiamo negli esseri umani un locus per il colore dei peli collocato sul cromosoma X, quindi legato al sesso, e rispettivamente quattro/sei geni per il colore della pelle e tre attualmente conosciuti per quello degli occhi), ma hanno una caratteristica comune: l'intensità del colore è direttamente proporzionale alla quantità di melanina (un pigmento scuro). La produzione di melanina dipende anche dagli alleli del locus A, dove la presenza di almeno un allele A, garantisce che questa persona abbia un enzima necessario alla sintesi della melanina. Gli individui omozigoti che hanno due alleli recessivi (aa) non possono produrre la melanina, di conseguenza avranno pelle, occhi e capelli bianchi.
Anche Gregor Mendel aveva involontariamente individuato un esempio di pleiotropia in quanto due dei caratteri che aveva preso in considerazione del Pisum sativum (pisello da orto), colore del fiore e colore dell'involucro del seme, sono sotto il controllo dello stesso gene. Tuttavia si rese conto della correlazione ed eliminò il carattere "colore dell'involucro", riducendo a 7 gli iniziali 8 caratteri presi in considerazione.